# フリーマ・アジェマン
フリーマ・アジェマン、またはフリーマ・アジマン（Freema Agyeman、[ˈfriːmə ˈɑːdʒəmən]、1979年3月20日 - ）は、BBCのSFドラマ『ドクター・フー』とそのスピンオフドラマ『秘密情報部トーチウッド』のマーサ・ジョーンズ役、NetflixのSFドラマ『センス8』のアマニタ・キャプラン役で知られるイングランドの女優。
『ドクター・フー』とBBCのドラマ『リトル・ドリット』の役を降板した後、2009年から2012年にかけて法廷ドラマ『Law & Order: UK』主役アリーシャ・フィリップスを演じた。2013年にはアメリカのテレビ局CWテレビジョンネットワークのティーンドラマ『マンハッタンに恋をして 〜キャリーの日記〜』に『Interview』誌のファッションデザイナーのラリッサ・ラフリン役でデビューした。他のテレビ出演には『Old Jack's Boat』、『法医学捜査班 silent witness』、『生存者たち』がある。また、彼女は2015年の映画『North v South』にペニー役で出演した。2018年には、NBCの医療ドラマ『ニュー・アムステルダム 医師たちのカルテ』のメインキャストの一人になった。

## 生い立ち
アジェマンはイラン人の母アザー (Azar) とガーナ人の父オセイ (Osei) の間にロンドンで生を受け、二人は彼女の幼少期に離婚した。兄弟には姉レイラ (Leila) と弟ドミニク (Dominic) がいる。母はイスラム教徒で父はキリスト教のメソジストであったが、彼女はカトリック教会に入信した。アジェマンはスタンフォード・ヒルのカトリック・スクールであるOur Lady's Convent Roman Catholic High Schoolに入学し、1996年の夏の間にはイズリントンのアンナ・シャー・シアタースクールで学び、ミドルセックス大学で舞台芸術を学んで2000年に卒業した。

## キャリア

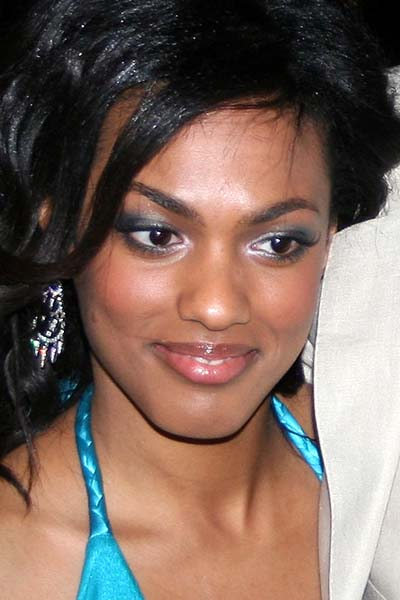
2007年3月、『ドクター・フー』のシリーズ3の記者会見にて

### 初期の作品
プロ女優の道を歩み始める際、発音の問題を避けるためにアジェマンは出生時の名前 Frema とは違うスペルを芸名に使うことを選んだ。
マーサ・ジョーンズの役を手に入れるまでは、テレビにおける彼女の最も有名な役はITVの昼ドラ『Crossroads』のローラ・ワイズであった。また、彼女は『Casualty』、『Mile High』、『The Bill』といったテレビドラマでも脇役を演じ、そのうち『The Bill』では異なる役で2回出演した。2005年には、『法医学捜査班 silent witness』のエピソードで犯罪捜査官マリー・オグデンを演じた。

### 『ドクター・フー』（2006年 - 2010年）
アジェマンは『ドクター・フー』の2006年のシリーズで3役のオーディションを受けた。2005年6月24日に彼女は「クリスマスの侵略者」のサリー・ジェイコブス役のオーディションを受けたが、より「冷たいクールなブロンド」としてキャラクターの制作チームのコンセプトに合致したアニタ・ブリエムが役を勝ち取った。後にアジェマンは「サイバーマン襲来」「鋼鉄の時代」「嵐の到来」のエズミ役とアデロア・オショディ役のオーディションをそれぞれ受けた。エズミは完成した台本から最終的に削除されたが、アデロア役のオーディションには合格し、2006年7月1日にアデロア役で出演した。アジェマンはダンスを学んで乗馬・武術・体操の練習をしたが、これは彼女にもっと難しいアクションシーンを与えるためプロデューサーが仕組んだことであった。
制作チームは3回のオーディションでアジェマンが示した演技の幅の広さに感銘を受け、彼女を新しいコンパニオンの本当の候補者として呼び戻した。彼女は『秘密情報部トーチウッド』のエピソードという名目で他のオーディションに参加していたが、その後10代目ドクター役俳優デイヴィッド・テナントとの最終スクリーンテストを受けた。テナントはアジェマンのホテルの部屋のドアの下にメモを残し、彼女の抱いていた緊張はそれにより和らいだ。ビリー・パイパーの後任となる人物には数多くの推測がなされていたが、2006年6月5日には新コンパニオンのマーサ・ジョーンズとしてアジェマンの登板がメディアで確定した。
シリーズ3の撮影は2006年8月に始まり、2007年3月に完了した。彼女は2007年3月31日に「スミスとジョーンズ」でマーサ役としてデビューを果たした。作中の会話から、「嵐の到来」に登場したアデロアはマーサのいとこであると説明されている。アジェマンは2007年のシリーズの全エピソードでマーサ役を続け、シリーズ4でも5エピソードにマーサ役で出演した。シリーズ4の最終エピソードの後、役に復帰するだろうと彼女は主張した。後に彼女は他のかつてのキャストメンバーと共にデイヴィッド・テナントの最後の出演である「時の終わり」でシリーズに復帰した。番組への出演と同時に、彼女はマーサが登場する『ドクター・フー』New Series Adventures の要約版オーディオブック The Last Dodo、Wetworld、The Pirate Loop、Martha in the Mirror、The Story of Martha の朗読を担当した。
『ドクター・フー』のシリーズ3と4の間に、アジェマンは『ドクター・フー』のスピンオフ『秘密情報部トーチウッド』のシリーズ2のうち3エピソード（『リセット』、『闇からの使者』、『暗闇の光』）に出演した。また、2008年9月10日に BBC Radio Four で放送された『秘密情報部地トーチウッド』のラジオ版エピソード Lost Souls でも主演を務めており、欧州原子核研究機構の大型ハドロン衝突型加速器を起動しようとした。『トーチウッド:ミラクル・デイ』制作チームはアジェマンを同作に出演させるつもりであったが、既に彼女が『Law & Order: UK』に携わっていたことを監督ユーロス・リンが後に明らかにした。Law and Order: UK の記者会見で行われたビデオインタビューでは、アジェマンは『秘密情報部トーチウッド』への復帰を排しておらず、復帰する可能性は常にあると主張した。『秘密情報部トーチウッド』の製作者およびヘッドライターかつ『ドクター・フー』の責任者も兼任したラッセル・T・デイヴィスは、 アジェマンを『秘密情報部トーチウッド』の将来のシリーズへキャスティングする可能性もあることを断言した。

### 2008年から現在
アジェマンはCBeebiesで午後7時の直前に短時間放送されるThe Bedtime Hour に複数回出演した。She narrated the first series of BBC Threeで2008年2月14日から同年4月3日まで放送された病院ドキュメンタリーシリーズ『Bizzare ER』のシリーズ1のナレーションを担当し、2009年4月21日に放送が始まったシリーズ2でもナレーターを務めた。彼女は7月27日にBBCプロムスの Doctor Who Prom の司会者を務めた。プロムの1時間カット版はBBC Oneで2009年1月1日に放送された。
アジェマンはチャールズ・ディケンズの小説『リトル・ドリット』をリメイクした、2008年10月26日に放送が開始されたBBCのドラマ『Little Dorrit』で捨て子の少女タッティコラムを演じ、『秘密情報部トーチウッド』に出演したイヴ・マイルズやルース・ジョーンズと共演した。第1話のアジェマンのシーンにはケントのディール城で撮影され、劇中ではフランスのマルセイユとされた。時代ドラマに出演することが夢でもあったため、彼女は『Little Dorrit』への出演に喜んだ。また、2008年にアジェマンは1970年代のカルトテレビシリーズをリメイクしたBBC Oneのドラマ『生存者たち』にも出演した。彼女の演じたジェニー・ウォルシュ（元々の姓はコリンズ）は第1話で死亡したものの、シリーズの広告には常に登場した。
2009年から2012年にかけて、アジェマンは公訴官アリーシャ・フィリップス役でアメリカのドラマ『ロー&オーダー』のイギリス版リメイク『Law & Order: UK』に出演した。アジェマンはオリジナルの『ロー&オーダー』シリーズの特にシリーズ3と4の大ファンであると自称している。役のために彼女は裁判を傍聴し、オールド・ベイリーを視察し、法学の学位を持つ姉レイラにも話を聞いた。姉についてアジェマンは「私が完全に理解していないから、平信徒に物事を説明することにかけて彼女は凄いし、辛抱強いの。良い情報源よ」とコメントした。他の撮影との関係のため、彼女の出演はシリーズ6までに留まった。
2012年3月、アジェマンが『セックス・アンド・ザ・シティ』の前日譚『マンハッタンに恋をして 〜キャリーの日記〜』でインタビュー誌で働く呑気なパーティーガールのラリッサ役を演じると告知された。2013年前半には彼女はCbeebiesのテレビシリーズ『Old Jack's Boatにシェリー役で出演した。
アジェマンは2015年6月に配信が開始されたNetflixのシリーズ『センス8』にも出演した。彼女はシリーズのレギュラーであり、ノミのガールフレンドであるアマンティア役を演じた。
2018年にアジェマンはヘレン・シャープ役として、NBCの医療法廷ドラマ『ニュー・アムステルダム 医師たちのカルテ』のキャストメンバーの一人になった。

## 受賞
2007年6月、アジェマンは2007年の "Glamour Women of the Year Awards" で "Best Newcomer" に選出された。同年に彼女はロンドンで2007年10月25日に開催された Screen Nation Film and Television Awards 5周年で "Female TV Star" 部門 People's Choice カテゴリで受賞した
オブザーバー紙は2007年12月にアジェマンとのインタビューを設け、彼女を「2007年の顔」と形容した。

### ノミネート
2003年、アジェマンは the British Soap Awards の2部門で、『Crossroads』のローラ・ワイズ役が "Best Newcomer" と "Sexiest Female" としてノミネートされた。
2009年には、バーミンガムのブラック・インターナショナル・フィルム・フェスティバルの音楽映像スクリーン賞で最優秀女優賞にノミネートされた。
2016年には、『North v South』の演技がスクリーンナショナル映画テレビ賞の「映画における女性演技賞」にノミネートされ、『センス8』でのパフォーマンスでの演技が「テレビにおける女性演技賞」にノミネートされた。

## 私生活
アジェマンは上腕に蝶のタトゥーを入れており、ペルシャ語で「自由」を意味する "raha" という語を含み、彼女の先祖の象徴である。
アジェマンはLGBTQ+のコミュニティを支援しており、Instagramを利用してLGBTQ+への見解を表明している。
アジェマンはカトリック教徒であるが、頻繁に礼拝に行くわけではない。良い行いをすることが神の信仰を示す方法であり、また、カトリック式キリスト教的信仰を表現する方法であると発言している。

## 出演作

### 映画
| 年   | 題                 | 役      | 備考       |
| ---- | ------------------ | ------- | ---------- |
| 2004 | Aisha the American | Shaheen | Short film |
| 2006 | Rulers and Dealers | Nana    |            |
| 2015 | North v South      | Penny   |            |
| 2016 | Eat Local          | Angel   |            |

### テレビ
| 年              | 題                                            | 役                       | 備考                                            |
| --------------- | --------------------------------------------- | ------------------------ | ----------------------------------------------- |
| 2003            | Crossroads                                    | Lola Wise                | Unknown episodes                                |
| 2004            | The Bill                                      | Jenna Carter             | エピソード: "Episode 232"                       |
| 2004            | Casualty@Holby City                           | Kate Hindley             | エピソード: "Casualty@Holby City: Part One"     |
| 2005            | Mile High                                     | Girl #1                  | シリーズ2エピソード26                           |
| 2005            | 『法医学捜査班 silent witness』               | Mary Ogden               | エピソード: "Choices: Part 1"                   |
| 2006            | The Bill                                      | Shakira Washington       | 2エピソード                                     |
| 2006            | 『ドクター・フー』                            | アデロア・オショディ     | エピソード:「嵐の到来」                         |
| 2007–2008, 2010 | 『ドクター・フー』                            | マーサ・ジョーンズ       | シリーズ3、シリーズ4、2008年 - 2010年スペシャル |
| 2007–2008       | 『Doctor Who Confidential』                   | 本人役                   |                                                 |
| 2007            | Totally Doctor Who                            | 本人役                   | 7エピソード                                     |
| 2007            | The Infinite Quest                            | マーサ・ジョーンズ（声） | 13エピソード                                    |
| 2007            | The Omid Djalili Show                         | 本人役                   | シリーズ1エピソード3                            |
| 2008            | 『秘密情報部トーチウッド』                    | マーサ・ジョーンズ       | 3エピソード                                     |
| 2008–2010       | 『Bizarre ER』                                | 本人役                   | ナレーター（シリーズ1-3）; 30エピソード         |
| 2008            | 『Torchwood Declassgied                       | 本人役                   | 2エピソード                                     |
| 2008            | 『Little Dorrit』                             | タッティコラム           | ミニシリーズ; 8エピソード                       |
| 2008            | 『生存者たち』                                | ジェニー・ウォルシュ     | 2エピソード                                     |
| 2009–2012       | 『Law & Order: UK』                           | アリーシャ・フィリップス | メインキャスト（シリーズ1-6）; 39エピソード     |
| 2013–2015       | 『マンハッタンに恋をして 〜キャリーの日記〜』 | ラリッサ・ラフリン       | メインキャスト; 22 エピソード                   |
| 2013-2015       | 『Old Jack's Boat』                           | シェリー・ペリウィンクル | メインキャスト（シリーズ1）; 12エピソード       |
| 2013            | Rubenesque                                    | トラディ                 | One-off drama                                   |
| 2015–2018       | 『センス8』                                   | アマニタ・キャプラン     | メインキャスト                                  |
| 2017            | 『パノラマ』                                  | ナレーター               | エピソード: "When Kids Abuse Kids"              |
| 2018–2023       | 『ニュー・アムステルダム 医師たちのカルテ』   | ヘレン・シャープ         | メインキャスト(シーズン1～4)、ゲスト(シーズン5) |

## オーディオとラジオ
| 年   | 題                                             | 役                   | 備考                                 |
| ---- | ---------------------------------------------- | -------------------- | ------------------------------------ |
| 2007 | The Last Dodo                                  | ナレーター           | 『ドクター・フー』のオーディオブック |
| 2007 | Wetworld                                       | ナレーター           | 『ドクター・フー』のオーディオブック |
| 2007 | The Pirate Loop                                | ナレーター           | 『ドクター・フー』のオーディオブック |
| 2008 | Martha in the Mirror                           | ナレーター           | 『ドクター・フー』のオーディオブック |
| 2008 | Lost Souls                                     | マーサ・ジョーンズ   | フルキャストオーディオドラマ         |
| 2008 | The Story of Martha                            | ナレーター           | 『ドクター・フー』のオーディオブック |
| 2014 | Six Degrees of Assassination: An Audible Drama | エレン・タウンセンド |                                      |
| 2020 | Torchwood: Dissected                           | マーサ・ジョーンズ   | フルキャストオーディドラマ           |

## 劇場
| 年        | 題               | 役               | Notes                            |
| --------- | ---------------- | ---------------- | -------------------------------- |
| 2001–2002 | When Snow Falls  | T                | クリス・エルウェルによる         |
| 2001      | Twisted Roots    | アーニャ・スター | エミリー・ナイチンゲールによる   |
| 2002      | Lords and Ladies | 多数             | 元々はテリー・プラチェットによる |
| 2008      | Doctor Who Prom  | 司会             | ミュージカル式典、2008年7月27日  |
| 2017      | Apologia         | クレール         | アレクシ・ケイ・キャンベルによる |